# 松山バイオマス発電所
松山バイオマス発電所（まつやまバイオマスはつでんしょ）は、愛媛県松山市大可賀にある木質バイオマス発電所。

## 概要
愛媛県松山市大可賀の化学工場跡地に立地している。エネ・ビジョン（豊田通商のグループ会社）の100％子会社「合同会社えひめ森林発電」が管理･運営を行っている。
従来は処分されていた間伐材などを主に燃料にする愛媛県内初の木質バイオマス発電所である。燃料となる木質バイオマスの約6割に愛媛県内の未利用材を森林組合の協力のもとに調達して使用し、残り4割はインドネシアやマレーシアなどの東南アジアから輸入したパーム椰子柄（PKS）を用いる。 
2018年1月に稼動開始。発電所出力は12.5MWで、年間予定電力量は約87,000MWh（一般家庭約2万4千世帯分の年間消費電力量に相当）。

## 沿革
- 2015年1月 - 「合同会社えひめ森林発電」設立。
- 2018年1月 - 松山バイオマス発電所、営業運転開始。